# La Fiesta de Santa Barbara
La Fiesta de Santa Barbara es un cortometraje dirigido por Louis Lewyn y producido por Pete Smith (1892-1979) en 1935, nominado al premio Òscar al mejor cortometraje, en el que participaba la niña de trece años Judy Garland (1922-1969) junto a sus hermanas cantando La cucaracha.
Otros actores famosos que actúan en el cortometraje son: Shirley Ross y Gary Cooper, representándose a ellos mismos.